# شهرستان ولیکا لپتیخا
شهرستان ولیکا لپتیخا (به لاتین: Velyka Lepetykha Raion) یک سکونتگاه مسکونی در اوکراین است که در استان خرسون واقع شده‌است.